# Stefan Lenartowicz
Stefan Lenartowicz (ur. 22 marca 1894 w Warszawie, zm. 2 sierpnia 1961 w Nowym Jorku) – polski działacz niepodległościowy i społeczny, działacz organizacji polonijnych w Polsce i za granicą.

## Życiorys
Stefan Lenartowicz był synem Leona (1846–1905), drobnego przemysłowca, i Rozalii z Kramerów (1853–1924). Uzyskał maturę w Szkole Handlowej Zgromadzenia Kupców m. Warszawy w 1913 roku, po czym rozpoczął studia w Miejskiej Wyższej Szkole Handlowej w Kolonii. Po wybuchu I wojny światowej wrócił do Warszawy i od września 1914 roku pracował jako instruktor dzielnicowy Komitetu Obywatelskiego m. Warszawy, a od 4 sierpnia do 9 listopada 1915 roku – jako sekretarz Komisariatu VII Straży Obywatelskiej. Od listopada 1915 roku studiował na Wydziale Prawa Uniwersytetu Warszawskiego, aktywnie uczestnicząc w działalności studenckich organizacji niepodległościowych: był wiceprezesem Koła Prawników Studentów UW, wiceprezesem Koła im. Staszica, prezesem komisji dochodów niestałych Bratniej Pomocy UW, był członkiem Organizacji Młodzieży Niepodległościowej „Zarzewie” oraz Organizacji Młodzieży Narodowej Szkół Wyższych. Studiów jednak nie ukończył. Był również członkiem tajnego Związku Młodzieży Polskiej „Zet”.
W listopadzie 1918 roku wstąpił do Wojska Polskiego (służbę wojskową zakończył w 1920 roku w stopniu kaprala). Zaangażował się w pracę w Straży Kresowej i w Związku Rad Ludowych, z ramienia OMN. Z listy tego związku startował w listopadzie 1922 roku w wyborach do Sejmu, jednak nie uzyskał mandatu.
Od 1923 roku był kierownikiem Okręgu Centralnego Związku Obrony Kresów Zachodnich w Warszawie i kierownikiem Wydziału Opieki nad Polakami w Niemczech (do lipca 1929 roku). Od lipca 1929 roku był dyrektorem naczelnym Biura Rady Organizacyjnej Polaków z Zagranicy (w latach 1933–1934 jego zastępcą był Tomasz Piskorski). W 1934 roku został dyrektorem naczelnym Biura Światowego Związku Polaków z Zagranicy „Światpol”. Jednocześnie został powołany na sekretarza generalnego Funduszu Szkolnictwa Polskiego Zagranicą i Towarzystwa Pomocy Polonii Zagranicznej. Od 1929 roku był członkiem Związku Patriotycznego.
Pisał wiele artykułów na tematy polonijne i wydawał wiele czasopism, m.in.: „Polacy Zagranicą” (1929–1939), „Biuletyn dla prasy i organizacji Światowego Związku Polaków z Zagranicy” (od 1934 roku), „Biuletyn Prasowy Zagraniczny” (od 1934 roku), „Młody Polak Zagranicą” (od 1933 roku), „Przewodnik Oświatowo-Wychowawczy” (od 1936 roku), „Sport i Wychowanie Fizyczne” (od 1932 roku).
We wrześniu 1939 roku wyjechał przez Rumunię do Francji, gdzie przy rządzie Władysława Sikorskiego próbował wznowić działalność „Światpolu”, jednak na polecenie Naczelnego Wodza wyjechał do Argentyny, Urugwaju i Paragwaju, aby rekrutować ochotników do Wojska Polskiego. W uznaniu dobrych wyników jego pracy otrzymał awans na podporucznika i posadę zastępcy attaché wojskowego przy poselstwie polskim w Brazylii.
Po wojnie ponownie próbował wznowić w Londynie działalność „Światpolu”. Jako dyrektor tej organizacji wyjechał w 1949 roku do Nowego Jorku, gdzie pozostał na stałe, aktywnie uczestnicząc w organizacji Polonii Amerykańskiej. W Nowym Jorku kierował Związkiem Kół Przyjaciół „Światpolu”.
Ożenił się 31 sierpnia 1936 roku z Ireną Nawojską.
Zmarł bezdzietnie na chorobę serca. Został pochowany na cmentarzu Gate of Heaven w Hothorne, hrabstwo Westchester w stanie Nowy Jork).

## Ordery i odznaczenia
- Krzyż Kawalerski Orderu Odrodzenia Polski (dwukrotnie: 1925 – za pracę w Związku Rad Ludowych i Straży Kresowej[1], 10 listopada 1928[4])
- Złoty Krzyż Zasługi (19 marca 1931)[5]